# Gary Shaw
Gary Robert Shaw (Solihull, 21 gennaio 1961 – Birmingham, 16 settembre 2024) è stato un calciatore inglese, di ruolo attaccante.

## Carriera

### Club
Tra le bandiere dell'Aston Villa, debuttò in squadra nel 1978 rimanendovi quasi ininterrottamente, salvo un breve prestito al Blackpool, per un intero decennio. Pur a fronte della giovane età, nei primi anni 80 partecipò da protagonista – nonché da unico giocatore nativo della città, Birmingham – al maggior ciclo di successi dei Villans dalla seconda guerra mondiale, contribuendo coi suoi gol alla vittoria del campionato di First Division 1980-1981, affermazione che mancava al club da 71 anni, oltreché ai primi trionfi continentali dello stesso con la Coppa dei Campioni e la Supercoppa UEFA messe in bacheca nel 1982, aprendo nell'ultimo caso le marcature nella finale di ritorno contro il Barcellona.
Eletto Giovane dell'anno in patria dalla Professional Footballers' Association (PFA) nel 1981 e, l'anno dopo, insignito dalla rivista italiana Guerin Sportivo del Trofeo Bravo quale miglior giovane calciatore europeo, la sua promettente carriera fu minata da un serio infortunio al ginocchio rimediato in occasione di una sfida con il Nottingham Forest.
Una volta conclusa la lunga militanza con l'Aston Villa nel 1988, spese gli ultimi anni da calciatore in formazioni minori della Gran Bretagna come Walsall, Kilmarnock e Shrewsbury Town, inframezzandovi tre esperienze all'estero coi danesi del Copenaghen, l'Austria Klagenfurt e l'Ernest Borel di Hong Kong, dove chiuse la carriera nel 1992.

### Nazionale
Tra il 1981 e il 1982 raccolse 7 convocazioni con 2 reti nell'Inghilterra under 21.

## Palmarès

Da destra: Shaw nel 1982, premiato con il Trofeo Bravo, insieme a Enzo Bearzot e Franco Causio.

### Club

#### Competizioni nazionali
- Campionato inglese: 1

Aston Villa: 1980-1981

#### Competizioni internazionali
- Coppa dei Campioni: 1

Aston Villa: 1981-1982
- Supercoppa UEFA: 1

Aston Villa: 1982

### Individuale
- Giovane dell'anno della PFA: 1

1981
- Trofeo Bravo: 1

1982